# Douglas (fiume)
Il Douglas è un fiume che attraversa il Lancashire, la Grande Manchester, nel nord-ovest dell'Inghilterra, e sfocia in sinistra orografica nel Ribble.

## Percorso
Nasce sulla Winter Hill, a nord-est di Horwich, dopodiché viene incanalato nel bacino artificiale della diga di Rivington. Una volta superato lo sbarramento il Douglas lambisce l'abitato di Horwich ed interseca l'autostrada M61. Scorre quindi verso nord-ovest sino al villaggio di Adlington, dove attraversa il Leeds and Liverpool Canal. Forma un'ansa e volga verso sud entrando in una serie di chiuse costruite per approvvigionare d'acqua la vicina Wigan.
A Wigan il Douglas interseca la ferrovia West Coast Main Line e, per la seconda volta, il Leeds and Liverpool Canal, dopodiché piega verso nord-ovest attraversando i quartieri periferici della città. Dopo aver intersecato l'autostrada M6 continua il suo percorso verso nord-ovest ricevendo in destra orografica lo Yarrow e sfociando nella sinistra del Ribble a valle di Preston.